# 郝集村
郝集村坐落在萧县杨楼镇北部。郝集村清朝末一直是郝集寨或雁门寨（现在郝集南河有饭店——雁门饭庄），在抗战时期成立过郝集区政府，郝集以前是一个古镇，明朝叫雁门镇，靠近黄河，人口聚集。郝集地势总体低洼，最高的地方在现在的十字街，郝集原来两座古庙，一在十字街北面，另一旧址就是现在的郝集小学，两座寺庙的名称已无从考证。